# Karolina Naja
Karolina Elżbieta Naja (Tychy, 5 de febrer de 1990) és una esportista polonesa que competeix en piragüisme en la modalitat d'aigües tranquil·les.
Va participar en dos Jocs Olímpics d'Estiu, Londres 2012 i Rio de Janeiro 2016, obtenint en cada edició una medalla de bronze en la prova de K2 500 m. Als Jocs Europeus de Bakú 2015 va aconseguir una medalla de bronze.
Ha guanyat 9 medalles al Campionat Mundial de Piragüisme entre els anys 2010 i 2014, i 10 medalles al Campionat Europeu de Piragüisme entre els anys 2012 i 2015.

## Palmarès internacional
| Jocs Olímpics     | Jocs Olímpics                | Jocs Olímpics | Jocs Olímpics |
| Any               | Lloc                         | Medalla       | Competició    |
| ----------------- | ---------------------------- | ------------- | ------------- |
| 2012              | Londres ( Regne Unit)        | 3             | K2 500 m      |
| 2016              | Rio de Janeiro ( Brasil)     | 3             | K2 500 m      |
| Campionat Mundial |                              |               |               |
| Any               | Lloc                         | Medalla       | Competició    |
| 2010              | Poznań ( Polònia)            | 3             | K4 500 m      |
| 2011              | Szeged ( Hongria)            | 2             | K2 200 m      |
| 2011              | Szeged ( Hongria)            | 3             | K1 4x200 m    |
| 2013              | Duisburg ( Alemanya)         | 2             | K1 4x200 m    |
| 2013              | Duisburg ( Alemanya)         | 2             | K2 200 m      |
| 2013              | Duisburg ( Alemanya)         | 3             | K2 500 m      |
| 2014              | Moscou ( Rússia)             | 1             | K1 4x200 m    |
| 2014              | Moscou ( Rússia)             | 2             | K4 500 m      |
| 2014              | Moscou ( Rússia)             | 3             | K2 500 m      |
| Jocs Europeus     |                              |               |               |
| Any               | Lloc                         | Medalla       | Competició    |
| 2015              | Bakú ( Azerbaidjan)          | 3             | K4 500 m      |
| Campionat Europeu |                              |               |               |
| Any               | Lloc                         | Medalla       | Competició    |
| 2012              | Zagreb ( Croàcia)            | 1             | K2 1000 m     |
| 2012              | Zagreb ( Croàcia)            | 3             | K2 500 m      |
| 2013              | Montemor-o-Velho ( Portugal) | 1             | K2 500 m      |
| 2013              | Montemor-o-Velho ( Portugal) | 1             | K2 1000 m     |
| 2013              | Montemor-o-Velho ( Portugal) | 2             | K2 200 m      |
| 2014              | Brandenburg ( Alemanya)      | 2             | K4 500 m      |
| 2014              | Brandenburg ( Alemanya)      | 2             | K2 500 m      |
| 2015              | Račice ( Txèquia)            | 1             | K2 500 m      |
| 2015              | Račice ( Txèquia)            | 2             | K2 200 m      |
| 2015              | Račice ( Txèquia)            | 2             | K2 1000 m     |